# 福厳寺 (小牧市)
福厳寺（ふくごんじ）は、愛知県小牧市大草（尾張国春日井郡大草村、東春日井郡篠岡村大草）にある佛心宗の寺院で、山号は大叢山（だいそうざん）。檀家制度を改め、宗派にとらわれない寺院を目指し、会員制を取っている。

## 歴史
創建は室町時代（15世紀）。当時この辺りを治めていた大草城城主の西尾式部道永が、当時「名僧」と言われていた美濃土岐郡の開元院三世の盛禅洞奭に弟子入りし寺院を開基したのが始まりである。盛禅洞奭の師で開元院二世の月泉正印が開山した。
- 1476年 - 創建。
- 1506年 - 絹本着色盛禅画像が描かれる。
- 1836年 - 陶製宝篋印塔が作られる。
- 1891年 - 濃尾大地震で陶製宝篋印塔が倒壊。
- 1900年 - 陶製宝篋印塔を復元。
- 1978年3月25日 - 絹本着色盛禅画像と陶製宝篋印塔と陶製香炉が、小牧市の指定有形文化財になる。

## 行事
毎年12月の第1土曜日に行なわれる秋葉三尺坊の大祭での祈祷と、火渡り神事が有名である。
秋葉三尺坊の大祭
読みは「あきばさんじゃくぼうのたいさい」。不動明王の化身とされる秋葉三尺坊大権現を祀った祭。「秋葉祭」とも呼ばれている。毎年12月の第1土曜日に行なわれる。朝から祈祷が続き、奉納和太鼓演奏などのイベントや、炊き出し、出店などでにぎわう。祭の最後にクライマックスとして行われる火渡り神事は、建物の二階をも焦がすほど燃え盛る炎の中を渡る、迫力ある神事として有名。

## 所蔵品・文化財

### 小牧市指定文化財
- 絹本着色盛禅画像 - 大草城城主の西尾道永が描いた盛禅和尚の肖像画。16世紀初頭に描かれたとされている。[1]。
- 陶製宝篋印塔 - 寺院の境内に建てられている陶製の宝篋印塔。高さは約4m。1836年に瀬戸の陶工である早梅亭が製作したが、1891年の濃尾大地震で倒壊。現在建っているものは、1900年に復元されたものである。またこの宝篋印塔には、陶製香炉が供えられていた。[2]。
- 附指定:陶製香炉[2] - 陶製宝篋印塔に供えられていた陶製の香炉。「1835年作」と銘がある。

## 境内
寺院の敷地内にある墓地には、大きな黄金の観音像が建てられている。夜間はライトアップされている。

## 関連施設
- 学校法人福厳寺学園（太陽幼稚園）

## 交通手段
- JR中央本線 春日井駅からタクシーで約20分。
- 桃花台バスの「福厳寺前」停留所下車。
- 名鉄バスの「大草」停留所下車、徒歩で約15分。

## 周辺
- 太陽幼稚園
- 国道155号
- 桃花台ニュータウン

## 関連書籍
- 『福厳寺史伝』高瀬武三著（福厳寺、1987年）
- 『尾張名所図会』 第四巻　福厳寺、1844年